# L (Death Note)
L Lawliet neboli L je fiktivní postava z japonského anime seriálu Death Note, vytvořeného podle stejnojmenné mangy.

## Osobnost
L, vystupující nejčastěji pod jménem Ryuzaki, je velmi úspěšný nezávislý mladý detektiv. Údajně vyřešil všechny případy, které mu byly předloženy, do té doby, než se setkal s případem Kiry.
V prvních deseti dílech seriálu schovává svou tvář a s vyšetřujícími komunikuje skrze monitor. Jak se případ přiostřuje, L se nakonec rozhodne částečně odhalit svou identitu a vyjde najevo jeho poněkud zvláštní chování.
Z celé jeho postavy vyzařuje aura podivného génia s vysokými dedukčními schopnostmi a inteligencí. Jak sám zdůrazňuje, jeho schopnost dedukce se zvyšuje o 40 %, sedí-li podivným způsobem s koleny pod bradou. Mezi jiné drobné výstřednosti patří způsob, jakým drží předměty a neustálé pojídání sladkostí.
L vystupuje pod několika jmény, např. Ryuzaki, Rjúga Hideki apod. Jeho pravé jméno je L Lawliet. Jak sám říká, na světě jsou tři velcí detektivové: on, Danuve a Erald Coil. Danuve a Erald Coil však pouze patří mezi jeho četné pseudonymy. Má pomocníka jménem Watari a ten vytvořil sirotčinec pro geniální děti tedy nástupci L-a, jako jsou např. N (Near) a M (Mello).